# Christofer Elgh
Christofer Elgh, född 2 juli 1969 i Åmål, Dalsland, är en svensk tonsättare.
Christofer Elgh har bland annat studerat för Sven-David Sandström, Salvatore Sciarrino och Kent Olofsson. Han har komponerat ett 100-tal verk, kammarmusik, orkestermusik, dansföreställningar, filmmusik och fem kammaroperor. Bland beställarna finns Norrbottens NEO och Pärlor för svin. Den egna kammaropera Valeries Voice har spelats i Köpenhamn, Malmö och Stockholm. Under 2023 spelades den på Stadttheater Gießen i Giessen i Tyskland .
Christofer Elgh har ett 40-tal verk publicerade på Svensk Musik.